# SB-258,585
La SB-258,585 es un fármaco utilizado en investigaciones cienctíficas. Actúa como un potente receptor antagonista 5-HT6 selectivo y oralmente activo, con un Kd de 8.9nM. Se utiliza en su forma radioetiquetada 125I para mapear la distribución de receptores 5-HT6 en el cerebro.
La SB-258,585 y otros antagonistas 5-HT6 presentan efectos nootrópicos en estudios realizados en animales, así como también efectos antidepresivos y ansiolíticos, y ha sido propuesto como nuevo tratamiento para desórdenes cognitivos tales como la esquizofrenia y la enfermedad de Alzheimer.